# Пенчо Славейков (булевард в София)
„Пенчо Славейков“ е булевард в София, предишното му име е бул. „Окръжен“. Носи името на българския поет Пенчо Славейков.
Простира се между бул. „Генерал Едуард И. Тотлебен“ и бул. „България“. Пресича се с „Витошка“.

## Обекти
На бул. „Пенчо Славейков“ или в неговия район са разположени следните обекти:
- Болница „Пирогов“
- Център за рехабилитация
- Национален диагностичен научноизследователски ветеринарномедицински институт „Георги Павлов“ (НДНИВМИ)
- Българска агенция по безопасност на храните (БАБХ)
- Плувен басейн на НСА „Васил Левски“ (бивш Мадара)
- Александровска болница
- 22 СОУ Г. С. Раковски
- Посолство на Израел
- Административна сграда към НДК